# Fagopyrum tibeticum
Fagopyrum tibeticum (A.J.Li) Adr.Sanchez & Jan.M.Burke – gatunek rośliny z rodziny rdestowatych (Polygonaceae). Występuje naturalnie w południowych Chinach – w Tybecie. 

## Morfologia
PokrójWiecznie zielony półkrzew dorastający do 40–50 cm wysokości. Kora jest łuszcząca się, ma purpurowo-brązową barwę. Młode gałązki są kolczaste na szczycie.
LiścieUlistnienie jest naprzemianległe, liście są często zebrane w pęczki. Ich blaszka liściowa jest lekko skórzasta i ma kształt od podłużnego do podłużnie owalnego. Mierzy 4–6 mm długości oraz 2–3 mm szerokości, jest całobrzega, o nasadzie od niemal sercowatej do oszczepowatej i tępym wierzchołku. Ogonek liściowy jest nagi i osiąga 1–2 mm długości. Gatka jest błoniasta, ma brązowoczerwonawą barwę i dorasta do 3 mm długości.
KwiatyPromieniste, obupłciowe, zebrane w grona o długości 1–2 cm, rozwijają się na szczytach pędów. Mają 5 zrośniętych listków okwiatu, różnią się od siebie, mają zielonożółtawą barwę, mierzą 2–5 mm długości, rosną także po przekwitnięciu. Pręcików jest 8, są wolne. Zalążnia jest górna, jednokomorowa.
OwoceTrójboczne niełupki o jajowatym kształcie, osiągają 4–5 mm długości.

## Biologia i ekologia
Rośnie w zaroślach oraz na terenach skalistych. Występuje na wysokości od 3000 do 3400 m n.p.m. Kwitnie od lipca do sierpnia.